# Bygningskollapset i Bangladesh 2013
Bygningskollapset i Bangladesh 2013 var en katastrofe der ramte forstaden Sava, ca. 25 kilometer nordvest for centrum af landets hovedstad Dhaka, den 24. april 2013. Omkring kl. 9 om morgenen styrtede den ni-etages fabriksbygning, Rana Plaza, sammen på få sekunder og begravede hundredvis af tekstilarbejdere. Dele af bygningen landede oven på nabobygningen, der derved også styrtede sammen.
17 dage efter katastrofen fandt man den sidste overlevende – en kvinde ved navn Reshma; samme dag offentliggjorde oprydningsteamet at man nu havde fundet mere end 1000 lig i murbrokkerne. Fem dage senere den 15. maj stoppede man med at lede efter flere omkomne og overlevende. Det samlede dødstal er opgjort til 1.134 mennesker. Det er blevet betegnet som det mest dødelige bygningskollaps i historien, der ikke var foranlediget af en terrorhandling. Nogle af de 2500 tilskadekomne fortæller at bygningen allerede dagen før slog revner og at de i første omgang blev evakueret, men fik ordre til at genoptage arbejdet igen.
Politiet har anholdt otte personer; to ingeniører samt de fire ejere af virksomheder i bygningen og bygningens ejer og dennes far.
Efter en uges pause blev arbejdet genoptaget på alle landets omkring 4500 tekstilfabrikker, der blandt andet producerer tøj for Hennes & Mauritz, Walmart og Primark. EU overvejer at lægge pres på Bangladesh i form af stramme told- og kvoteregler, for at øge sikkerheden for de mange tekstilarbejdere, der arbejder i bygninger der ikke altid overholder myndighedernes bygningsregler.
Ifølge en endnu ikke offentliggjort rapport, af det FN støttede Asian Disaster Preparedness Center (ADPC), som det amerikanske magasin Engineering News Record (ENR) citerer, skal årsagen findes i at bygningen kun var godkendt til fem etager, men at der var opført otte etager, og at en niende var under opbygning på tidspunktet for kollapset. Desuden var der for meget vægt på nogle af etagerne, blandt andet tunge nødstrøms/reserve generatorer, og der var brugt for svage materialer i byggeriet og ikke foretaget forstærkninger til at bære de overskydende etager. Betonen var iblandet teglskærver  i stedet for grus og sten som normalt. Myndighederne arresterede bygningens ejer, Mohammed Sohel Rana, da han forsøgte at flygte til Indien.

## Andre fabrikskatastrofer
- 24. november 2012 – En brand raserer en tekstilfabrik nær Dhaka, og dræber 117 mennesker heriblandt teenage-arbejdere, og 200 kommer til skade.[12]